# Ключарёв, Николай Петрович
Никола́й Петро́вич Ключарёв (4 августа 1910, Шиморское, Нижегородская губерния, Российская империя — 1990) — советский краевед, журналист, писатель.

## Биография
Родился 4 августа 1910 года в рабочем посёлке Шиморское Нижегородской губернии. Окончил среднюю школу в городе Выкса. Работал делопроизводителем в Шиморском сельсовете, электромонтёром на судоремонтном заводе.
С 1931 года работал ответственным секретарём многотиражной газеты «Шиморский ударник», одновременно публикуя свои очерки и статьи в районной газете «Выксунский рабочий». Дарование молодого Н. Ключарёва было оценено и читателями, и коллективом сотрудников и с 1934 года он работал в штате редакции: инструктором, ответственным секретарём, заместителем редактора. В 1937 году окончил заочно Ленинградский государственный институт журналистики имени В. В. Воровского. В 1940 году вступил в КПСС.
В годы Великой Отечественной войны, после окончания курсов усовершенствования командного состава. Н. П. Ключарёв воевал на фронтах, был командиром взвода, командиром батареи. За боевые заслуги награждён орденами Отечественной войны I и II степени, медалями.
В послевоенные годы он целиком отдался журналистской работе. Работал в областных газетах «Ульяновская правда», «Коммунист», заведующим отделом партийной жизни, заместителем редактора, заведовал сектором печати Саратовского обкома партии, был заместителем редактора журнала «Волга».
С 1971 года  — пенсионер.
За активную работу на ниве журналистики Николай Петрович был награждён орденом «Знак Почетаи», ему было присвоено звание заслуженного работника культуры РСФСР.

## Главные труды
- «Железная роза» — краеведческий исторический роман. Издана в Волго-Вятском книжном издательстве, в 1968 году.
- «Работные люди» — роман-дилогия, в основе которого история зарождения и становления в XVIII в. на Выксуни чугунолитейных заводов братьев Баташёвых.